# Iglesia de San Juan de Baños
La iglesia de San Juan Bautista es un monumento visigodo situado en la localidad de Baños de Cerrato (antigua Balneos) a tan sólo 7 km de la capital palentina. Esta localidad pertenece al municipio de Venta de Baños, en la provincia de Palencia (España), lugar que fue de villas y esparcimiento romanos. Es Bien de Interés Cultural desde 1897.

## Historia
Es una iglesia visigoda mandada construir por el rey Recesvinto en el año 661 y cuya ceremonia solemne de consagración se cree que fue el 3 de enero de 661. Se halla situada en un paraje llano de la vega del río Pisuerga cerca de su confluencia con el río Carrión, en la actual provincia de Palencia. Tradicionalmente esta fue una zona de cereales bien conocida por los romanos que construyeron allí villas importantes (se han encontrado restos en el lugar llamado Dos Nogales), y más tarde los visigodos también supieron aprovechar las tierras.
La tradición —sin respaldo histórico ni arqueológico— cuenta de esta manera por qué el rey visigodo mandó construir este templo:

Regresaba el rey godo Recesvinto, de haber derrotado al caudillo de los vascones, llamado Fruela, y en este pueblecillo se detuvo a descansar, pues se sentía enfermo de una afección renal. Durante este reposo bebió el agua de un manantial existente en el mismo lugar donde anteriormente existieron unas termas romanas y el recuperar rápidamente su salud se lo atribuyó a un hecho milagroso. Como gratitud decidió erigir en aquel lugar el templo que hoy vemos dedicado a San Juan Bautista.

El templo fue erigido como fundación real bajo la tutela de la sede episcopal de Palencia. Según los eruditos, se trata de la iglesia más original y española de todo el arte visigodo que persiste. Tiene además una buena información de su origen, escrita en piedra y perpetuada sobre el arco triunfal del edificio, con una torpe escritura toda en mayúsculas. Dicho texto se conserva también en un códice del siglo X, copiado de un manuscrito toledano del siglo VII.

## Descripción del edificio

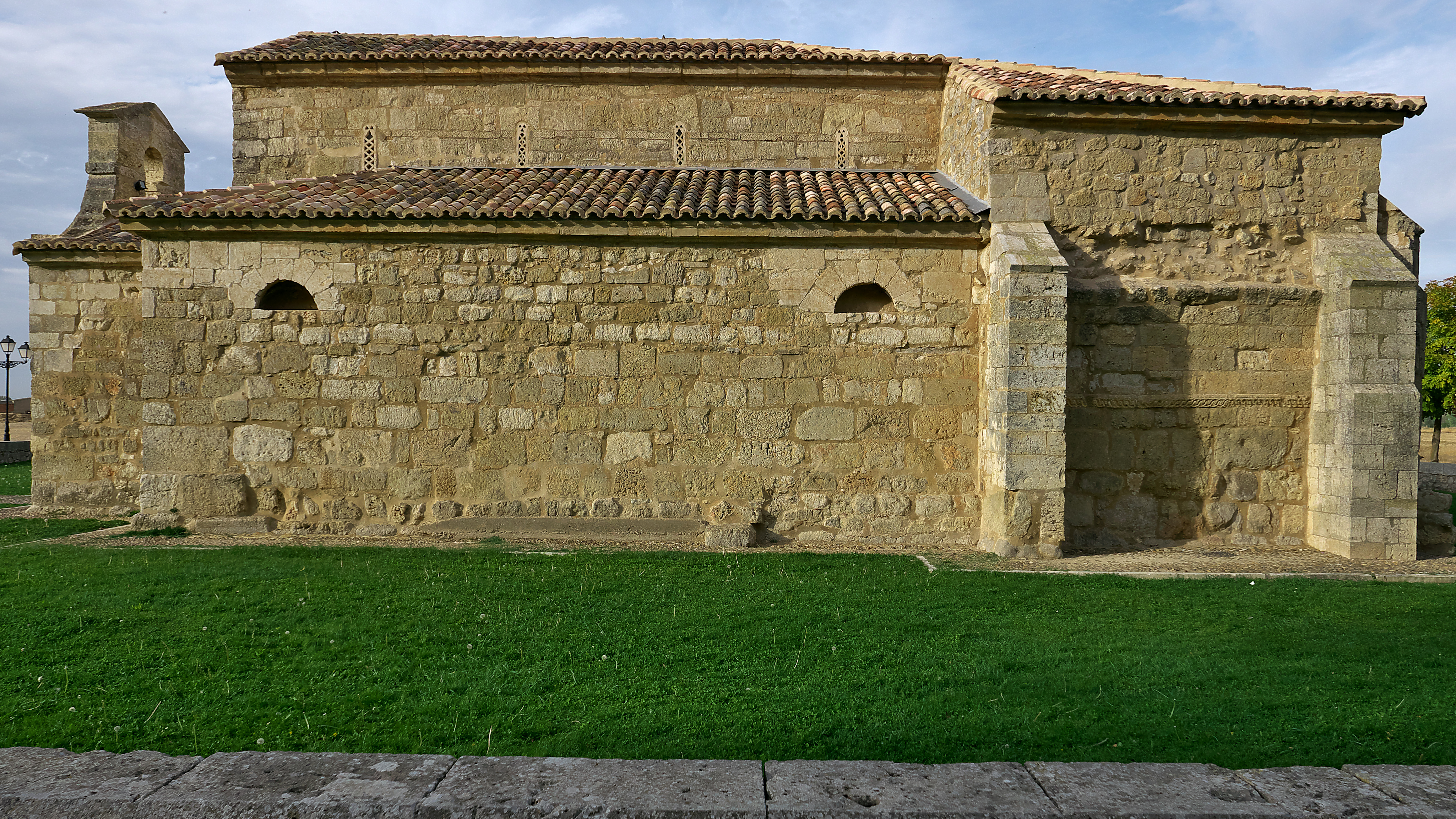
Fachada meridional.

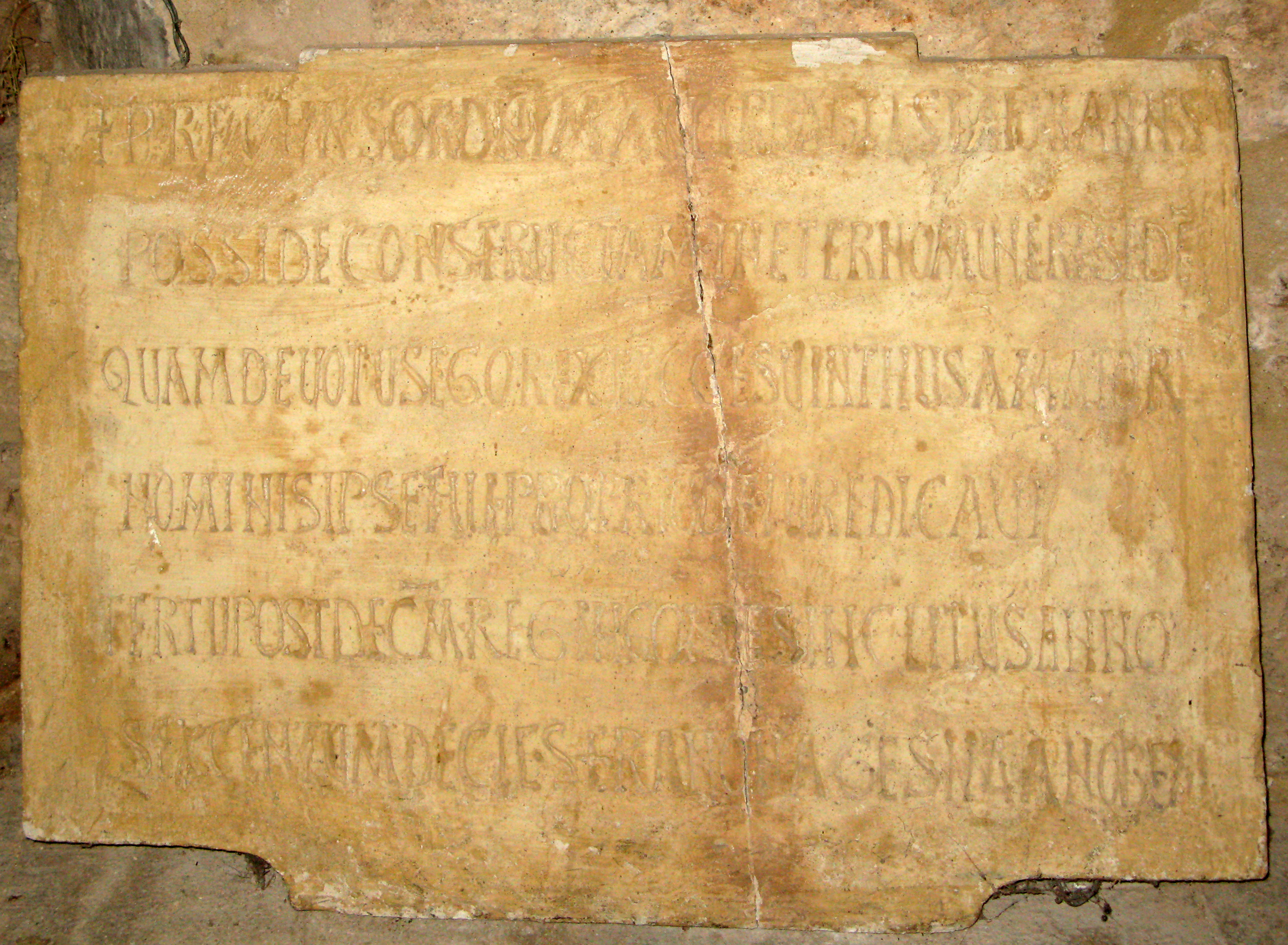
Lápida de consagración.

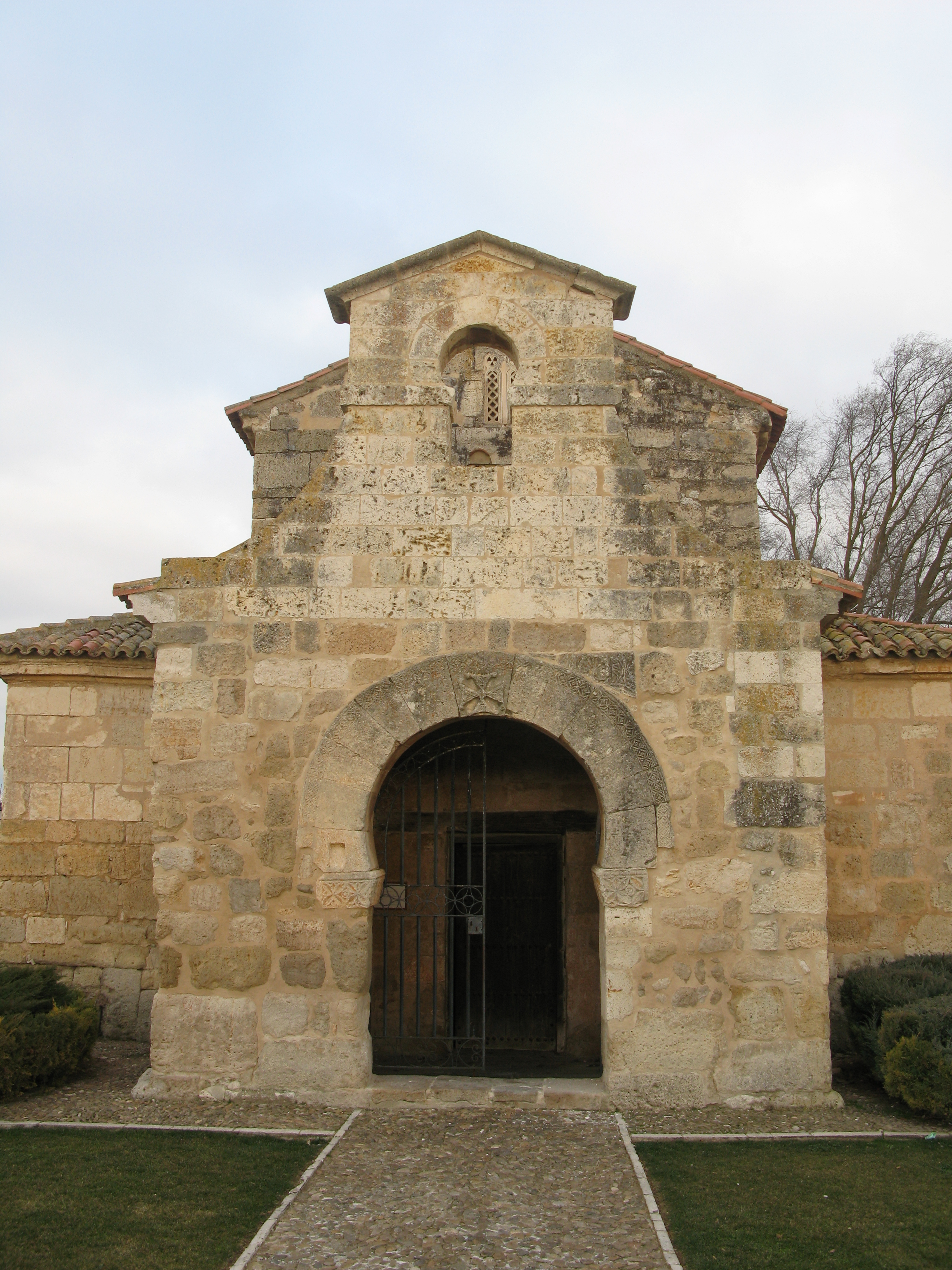
Portada.

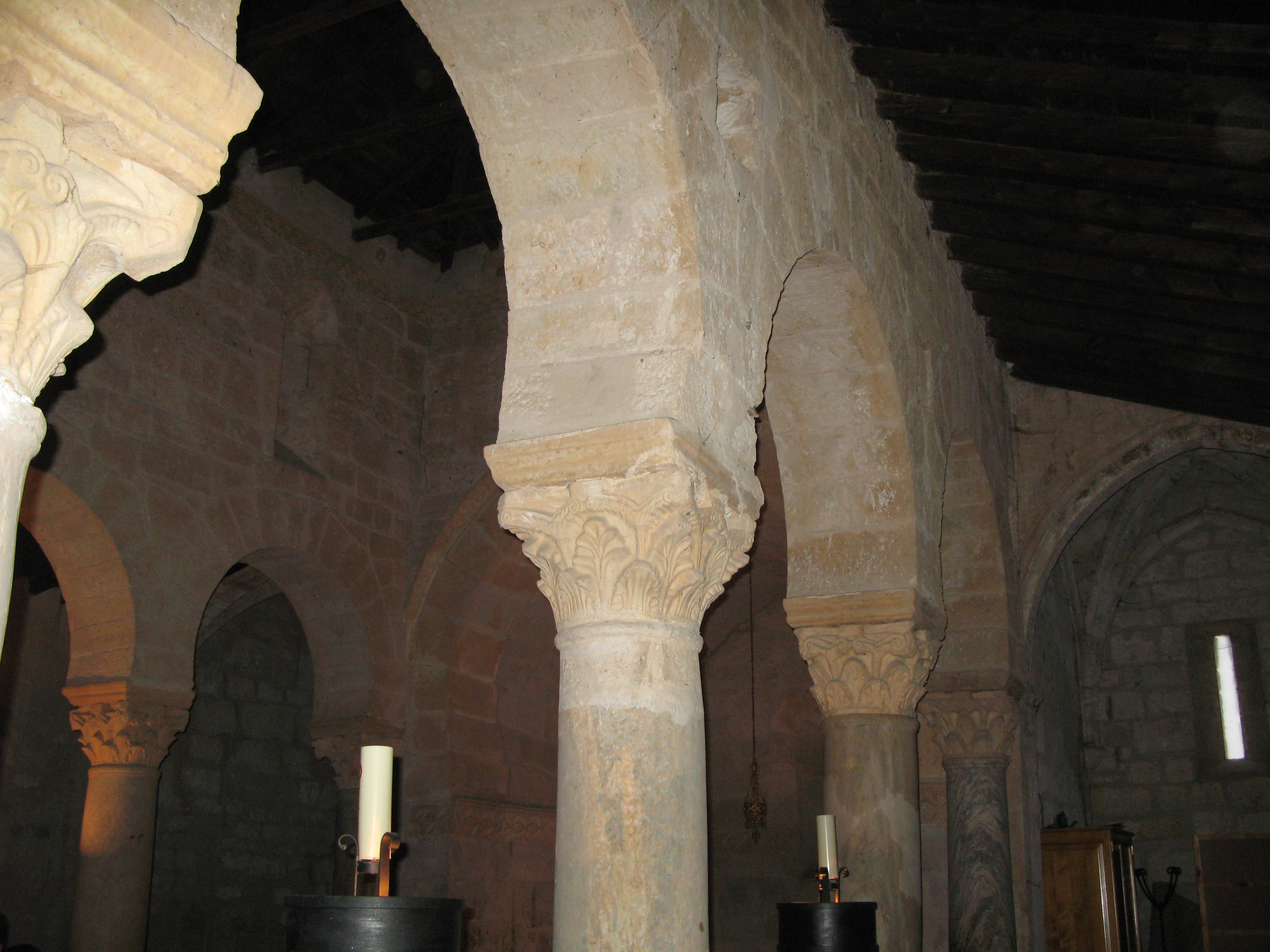
Arquerías.

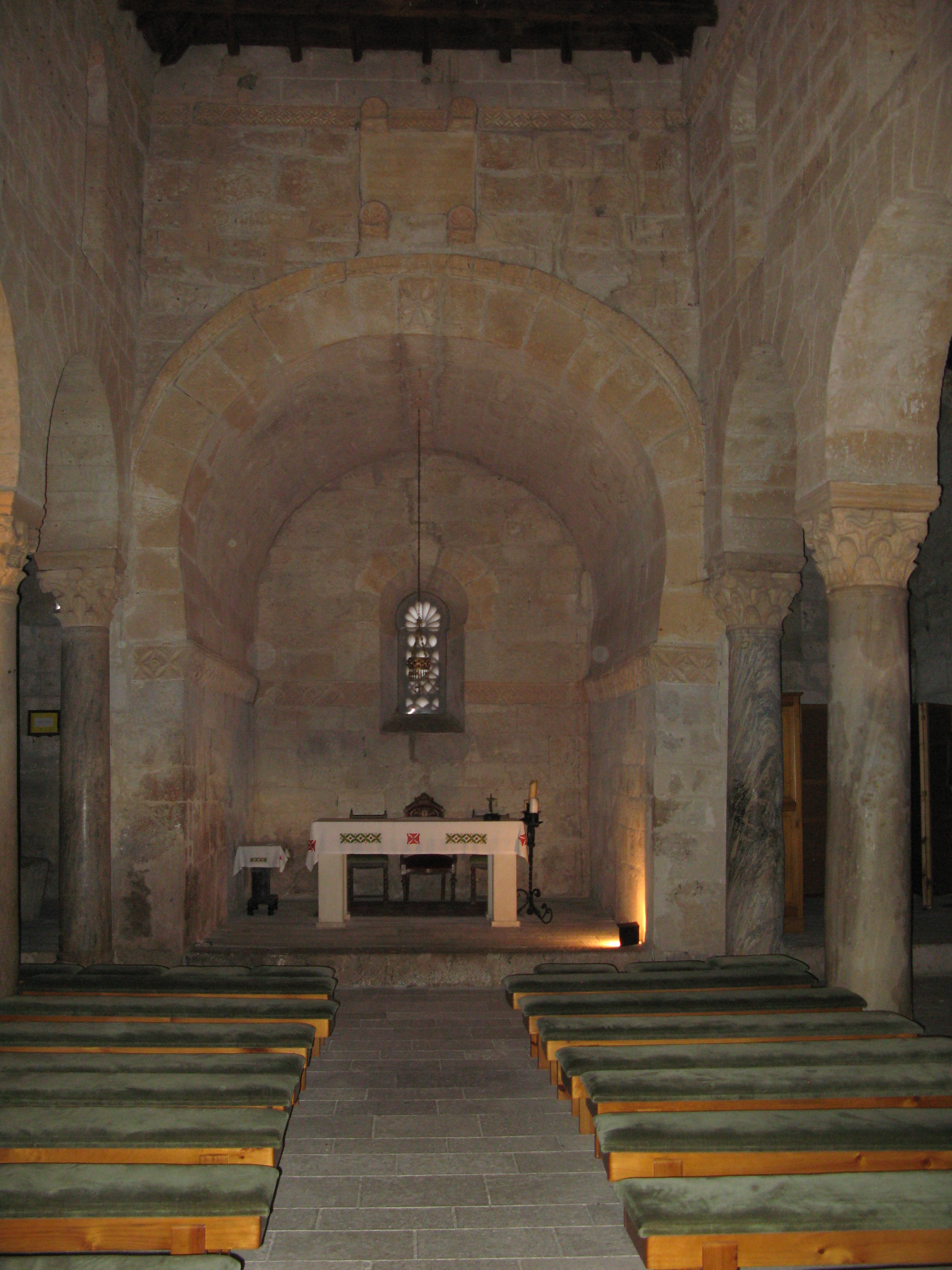
Interior.

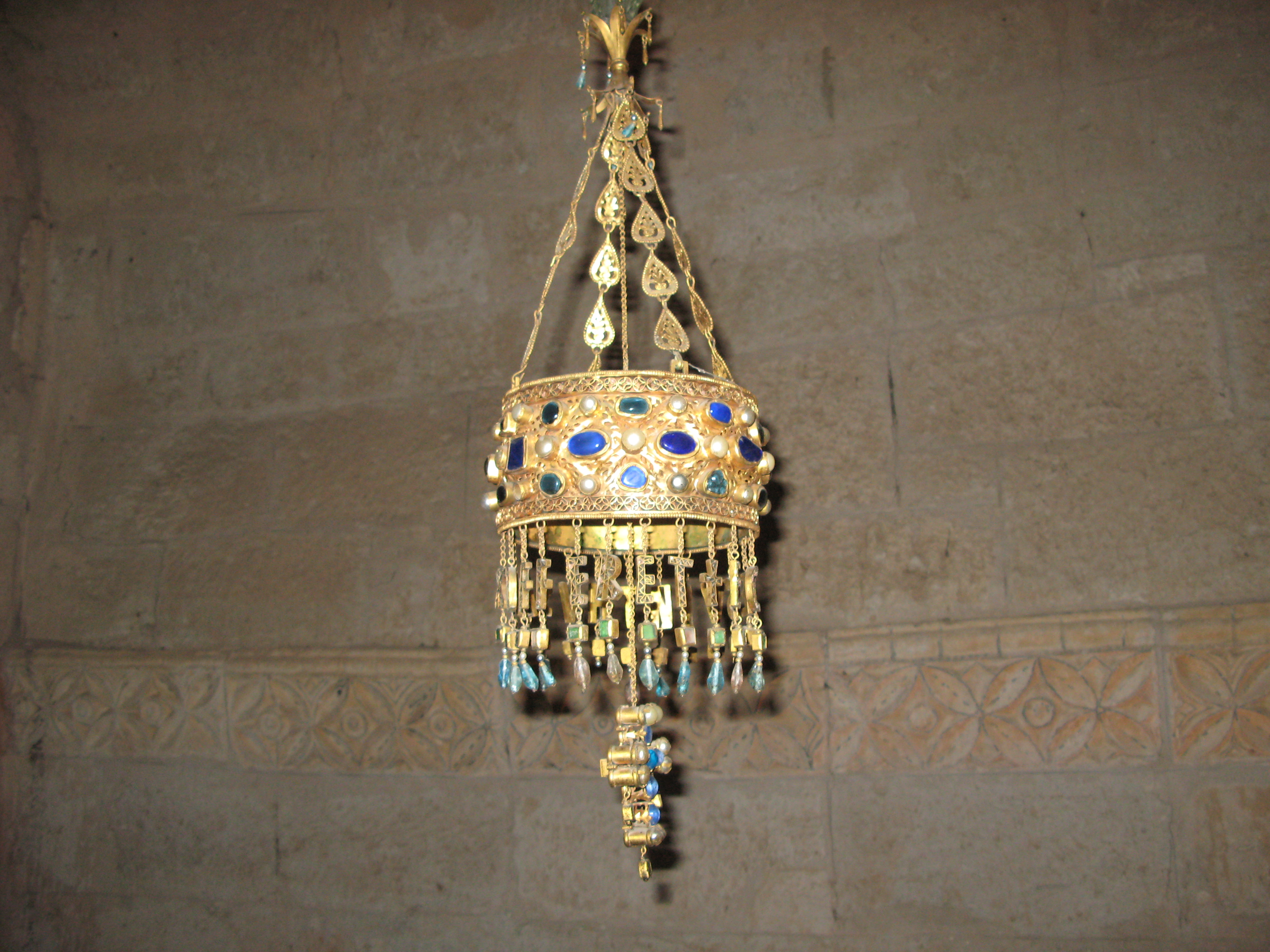
Corona de Recesvinto.

Es de planta basilical con tres naves  y tres ábsides (sólo el del centro es auténtico). A lo largo de los años ha sufrido algunas reconstrucciones parciales incluso en la planta original, que se ensanchaba a la altura del cuarto y último arco en una especie de crucero o transepto que se abría sobre una triple cabecera formada por tres capillas rectangulares y no continuas. Después de la reconstrucción, desaparecieron los ábsides laterales y la planta quedó convertida en un simple rectángulo con la cabecera desfigurada. Aun así, es de una gran belleza con su equilibrio de sencilla estructura y su discreto decorado. La espadaña que se observa al exterior es un añadido de los restauradores del siglo XIX.
La puerta exterior es de pura arquitectura visigoda con arco de herradura sobrepasado en 1/3 (el mozárabe se sobrepasa en 2/3, el califal en 1/2). El extradós de las dovelas no sigue paralelo al intradós y su espesor es irregular. En la clave está tallada la cruz patada de Malta con un clipeus (pequeño escudo con el busto de un dios o personaje), labrada con cuadrifolias simétricas que evocan el trabajo de orfebrería tan clásico de los visigodos. La decoración de las impostas y del extradós de las dovelas tiene idéntico dibujo al que tiene la corona de Recesvinto del Tesoro de Guarrazar; son círculos secantes.
En el interior se pueden ver los arcos visigodos sobre columnas de mármol reutilizadas, de color gris, beige y rosa, con los capiteles ocre amarillo pastel que contrastan junto a los sillares de los muros que son de piedra caliza dura de color beige pálido. De todos los capiteles sólo uno es auténtico corintio romano, el resto son imitaciones que se hicieron en época visigoda. En la clave del arco triunfal se contempla otra vez la cruz patada y encima, una lápida de mármol con la dedicatoria, escrita en hexámetros y con un modo expresivo y muy poético. Esta placa está empotrada y con la apariencia de que los cuatro modillones de las esquinas la sujetan. Estos llevan decoración de esvásticas estilizadas, palmetas y aves. Desde un punto de vista histórico lo más importante de esta placa es que notifique el nombre del donante y la fecha de fundación (661). La traducción literal de la lápida de consagración sería:

Precursor del señor, mártir Juan Bautista posee esta casa, construida como don eterno la cual, yo mismo, Recesvinto rey, devoto y amador de tu nombre, te dediqué, por derecho propio, en el año tercero, después del décimo como compañero ínclito del reino. En la Era seiscientos noventa y nueve

Una escultura de San Juan Bautista, creada en alabastro y datada hacia el siglo XV, es la efigie titular, pero no se halla en la basílica sino en la iglesia parroquial de San Martín de Tours. Según la tradición fue rota en dos fragmentos por los soldados franceses del general Lasalle en 1808.
En el exterior se puede observar en alto, a la derecha del arco, piezas esculpidas que son los restos decorativos procedentes de otro edificio, o más probablemente, del cancel de piedra que separaba la zona del altar, pues se han hallado fragmentos muy similares. Esta era una costumbre que tenían también los maestros de obras románicos. En el ábside hay una ventana de celosía en piedra, trabajo tradicional visigodo. Todas las celosías actuales del edificio son una restauración basándose en trozos de celosías visigodas que fueron apareciendo.
Los alrededores del edificio son el característico paisaje de El Cerrato palentino: cerros, planicie, campos agrícolas y escasa masa arbórea (en este caso de chopos).

### Excavaciones arqueológicas
En el siglo XIX se hicieron restauraciones significativas al amparo de las cuales se plantearon unos dibujos de lo que pudo ser la planta primitiva —de la que se conserva la capilla mayor, la nave central con sus columnas y algo del porche de entrada—. Entre los años 1956 y 1963 el arqueólogo Pedro de Palol llevó a cabo importantes excavaciones y descubrió que se podían dar por válidas dichas hipótesis. Palol y su equipo descubrieron también una necrópolis medieval en la que salieron a la luz cincuenta y ocho enterramientos. No se hallaron sin embargo objetos significativos visigodos salvo algunas piezas sin demasiada importancia atribuidas a una reutilización del edificio anterior. Las evidencias visigodas se hallaron en el terreno donde se edificó el aparcamiento: dos fíbulas de cinturón de placa rígida y perfil liriforme coincidentes en el tiempo con la época de la placa fundacional. Las conclusiones fueron que la necrópolis visigoda estuvo en esta zona.

## Fuente de San Juan

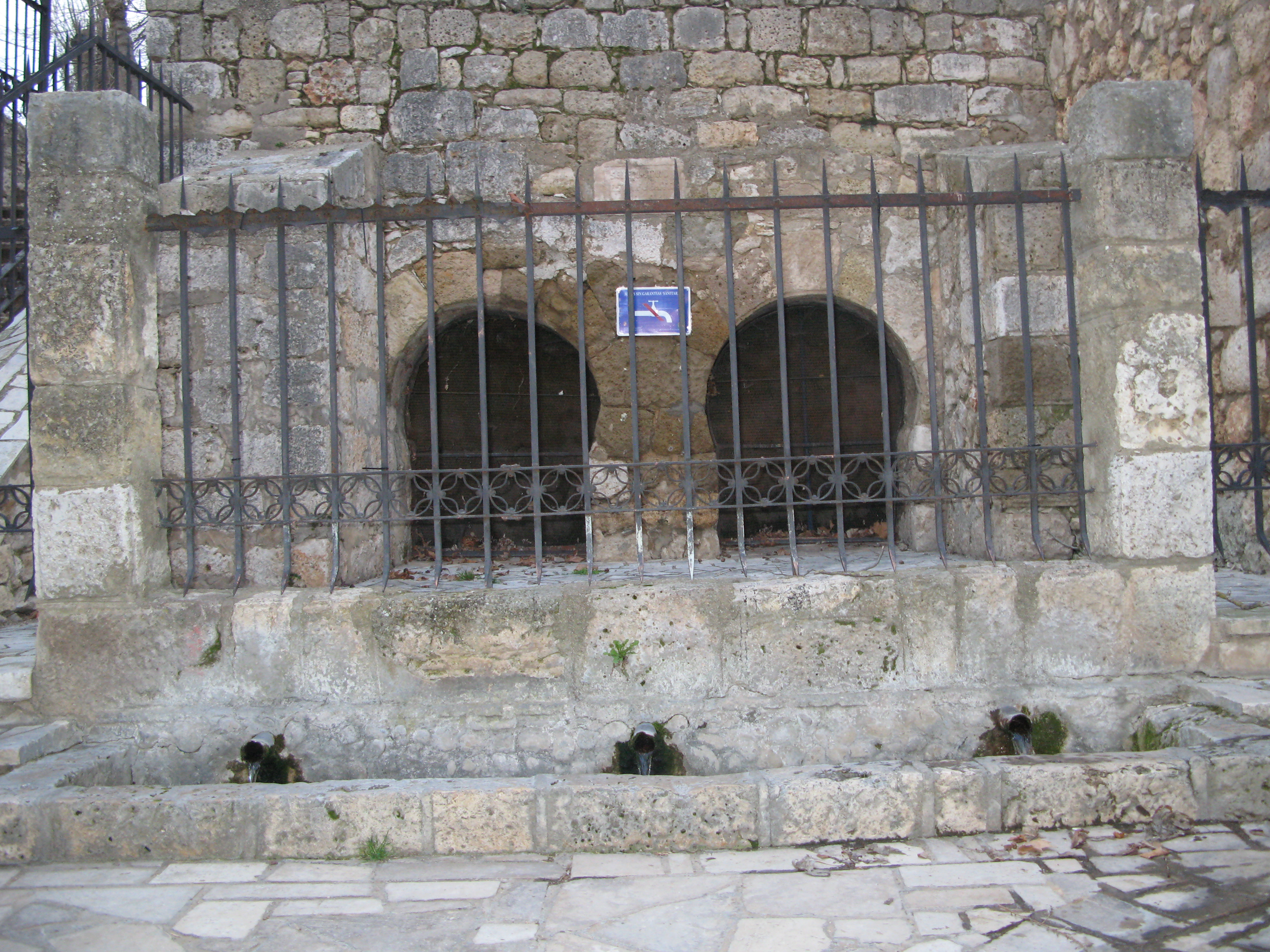
Fuente de San Juan.

La Fuente de San Juan se encuentra a la derecha de la Basílica de San Juan, en una suave terraza hacia el río Pisuerga. Ha sido declarada monumento con carácter provincial el 8 de febrero de 1966 (BOE de 09/03/1966).
También es conocida como Fuente de Recesvinto, por haber devuelto sus aguas la salud a este monarca. Sin embargo, este manantial era conocido desde tiempos remotos primero por los celtas y después por los romanos según testifican los documentos escritos y la arqueología y parece ser que siempre tuvo fama de hacer brotar un agua saludable. En tiempos romanos hubo por esta zona un templo dedicado al dios Esculapio (Asclepios en la mitología griega) y muy cerca de la actual iglesia los arqueólogos localizaron el ara de las ninfas con una dedicatoria votiva a las diosas benéficas del manantial que dice:

NVMINI SACRVUM VOTO SOL-TO («Al numen del manantial, voto cumplido»).

Actualmente se encuentra en el Museo Arqueológico Nacional de Madrid. En época cristiana se santificó el lugar, dedicándolo a San Juan Bautista. Mantiene todavía un caudal copioso.
La fuente está construida con dos arcos de herradura que acceden a una especie de depósito que es donde brota el manantial. Se trata de una de las escasas obras hidráulicas y civiles de la arquitectura prerrománica. conserva restos originales de la cisterna que se utilizaba para baños de inmersión. Todo ello está protegido por rejas modernas.